# مگب
مگب (به لاتین: Megeb) یک منطقهٔ مسکونی در روسیه است که در داغستان واقع شده‌است.